# جیمز لاولاک
جیمز لاولاک (انگلیسی: James Lovelock؛ ۲۶ ژوئیهٔ ۱۹۱۹ – ۲۶ ژوئیهٔ ۲۰۲۲) زیست‌شناس، بوم‌شناس، فعال محیط زیست و نویسنده اهل بریتانیا بود. وی برندهٔ جوایزی همچون همکار انجمن سلطنتی شده‌است.

## زندگی شخصی
لاولاک در سال ۱۹۴۲با هلن هیسلوپ ازدواج کرد. آنها صاحب چهار فرزند شدند و تا زمان مرگ همسرش براثر بیماری ام اس در سال ۱۹۸۹با هم بودند. او در سن ۶۹سالگی اولین بار با همسر دومش سندی آشنا شد. لاولاک در مورد رابطه آن دو نفر گفت: «زندگی من و همسرم سندی ساده و بی‌تکلف و شاد و زیبا ا ست.»

## درگذشت
لاولاک که در ژوئیه ۲۰۱۹ صد ساله شد، در خانه‌اش در ابوتسبری، دورست، در ۲۶ ژوئیه ۲۰۲۲، در صد و سومین سالگرد تولدش، به دلیل عوارض ناشی از سقوط بر روی زمین درگذشت.